# Oligotomidae
Oligotomidae es una familia de insectos en el orden Embioptera. Existen unos seis géneros y por lo menos 40 especies descriptas en  Oligotomidae.
Se les encuentra en zonas cálidas del Viejo Mundo y en el suroeste de Estados Unidos.

## Géneros
Estos seis géneros pertenecen a la familia Oligotomidae:
- Aposthonia Krauss, 1911
  - Aposthonia ceylonica, nativa del sureste de Asia.[6]
- Bulbosembia, Ross, 2007
- Eosembia, Ross, 2007
- Haploembia Verhoeff, 1904
- Lobosembia, Ross, 2007
- Oligotoma Westwood, 1837